# Медный всадник

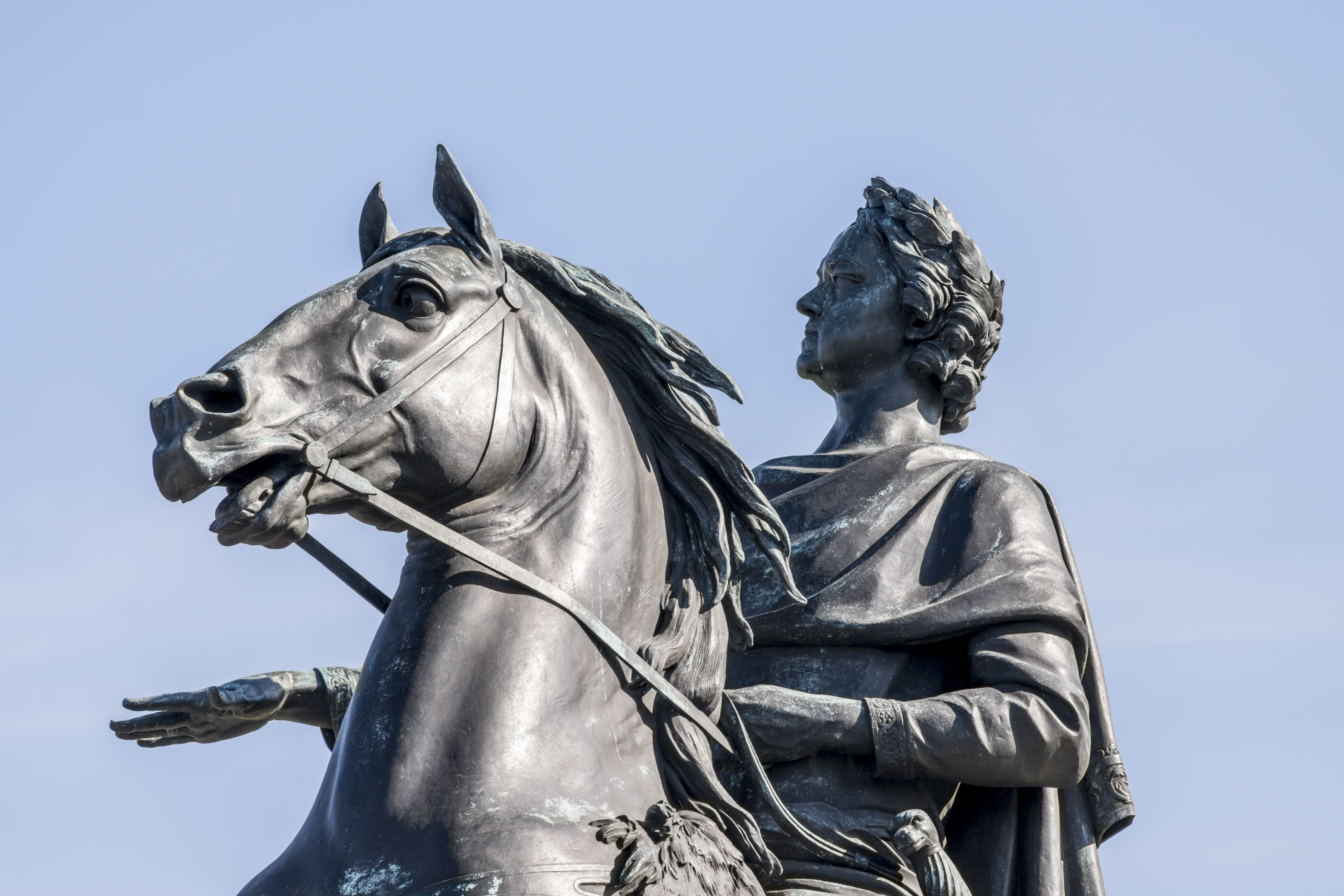
«Медный всадник». Деталь

«Ме́дный вса́дник» — монументальный конный памятник первому российскому императору Петру Великому, созданный в 1768–1778 годах под руководством французского скульптора Этьена Мориса Фальконе, открытый на Сенатской площади в Санкт-Петербурге 7 (18) августа 1782 года. Один из символов Санкт-Петербурга и одно из самых известных произведений скульптурного классицизма.
Памятник изготовлен из бронзы; название «медный» закрепилось за ним благодаря одноимённой поэме А. С. Пушкина.

## История создания
Модель конной статуи Петра выполнена скульптором Этьеном Фальконе в 1768—1770 г. Голову статуи лепила ученица этого скульптора, Мари Анн Колло. Змею по замыслу Фальконе вылепил Фёдор Гордеев. Отливка статуи осуществлялась под руководством литейных дел мастера Василия Екимова и была закончена в 1778 году. Архитектурно-планировочные решения и общее руководство осуществлял Юрий Фельтен.
В августе 1766 года русский посланник в Париже князь Дмитрий Голицын заключил контракт с французским скульптором Фальконе, рекомендованным Екатерине II её корреспондентом философом-просветителем Дени Дидро. Вскоре по прибытии Фальконе в Петербург, 15 (26) октября 1766 года, работы по созданию монумента двинулись полным ходом. Мастерскую устроили в бывшем Тронном зале деревянного Зимнего дворца Елизаветы Петровны. Каменное здание бывшей конюшни при дворце приспособили для жилья Фальконе. В начале 1773 года в помощь к Фальконе был назначен Фельтен: он должен был заменить уволенного от работ капитана де Ласкари, и, кроме того, к этому времени понадобился надзор профессионала-архитектора за установкой памятника.

### «Гром-камень»
«Гром-камень» был найден в окрестностях Конной Лахты. Это валун биотит-мусковитового калиево-полевошпатового гранита, в котором горные породы гранит и пегматит имеют возраст 1,5—1,6 миллиарда лет. После того как камень извлекли из земли, котлован заполнила вода и образовался водоём, сохранившийся до настоящего времени, — Петровский пруд (с 2011 года — ООПТ). Путь камня до места погрузки был равен 7855 метрам.

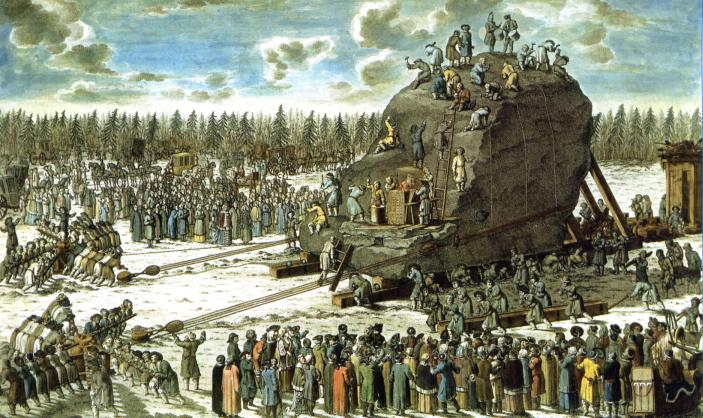
Транспортировка «Гром-камня»

Для перевозки камня были выбраны зимние месяцы, когда почва подмёрзла и смогла выдерживать тяжесть. Эта уникальная операция продолжалась с 15 (26) ноября 1769 года по 27 марта (7 апреля) 1770 года. Камень был доставлен на берег Финского залива, где для его погрузки была сооружена специальная пристань.
Транспортировка камня по воде осуществлялась на судне, специально построенном по чертежу известного корабельного мастера Григория Корчебникова, и началась только осенью. Гигантский «Гром-камень» при огромном стечении народа прибыл в Петербург на Сенатскую площадь 26 сентября (7 октября) 1770 года. Для выгрузки камня у берега Невы был использован приём, уже применённый при погрузке: судно было притоплено и село на предварительно вбитые в дно реки сваи, что дало возможность сдвинуть камень на берег.
Работы по обтёске пьедестала проводились во время движения камня, до тех пор, пока посетившая Лахту Екатерина, желавшая посмотреть на перемещение камня, не запретила его дальнейшую обработку, желая, чтобы камень прибыл в Петербург в своём «диком» виде без утраты объёма. Окончательный вид камень приобрёл уже на Сенатской площади, значительно утратив после обработки свои первоначальные размеры. Многие думают, что камень представляет собой единую глыбу, но, на самом деле, он состоит из нескольких тесно пригнанных друг к другу блоков.

### Памятник

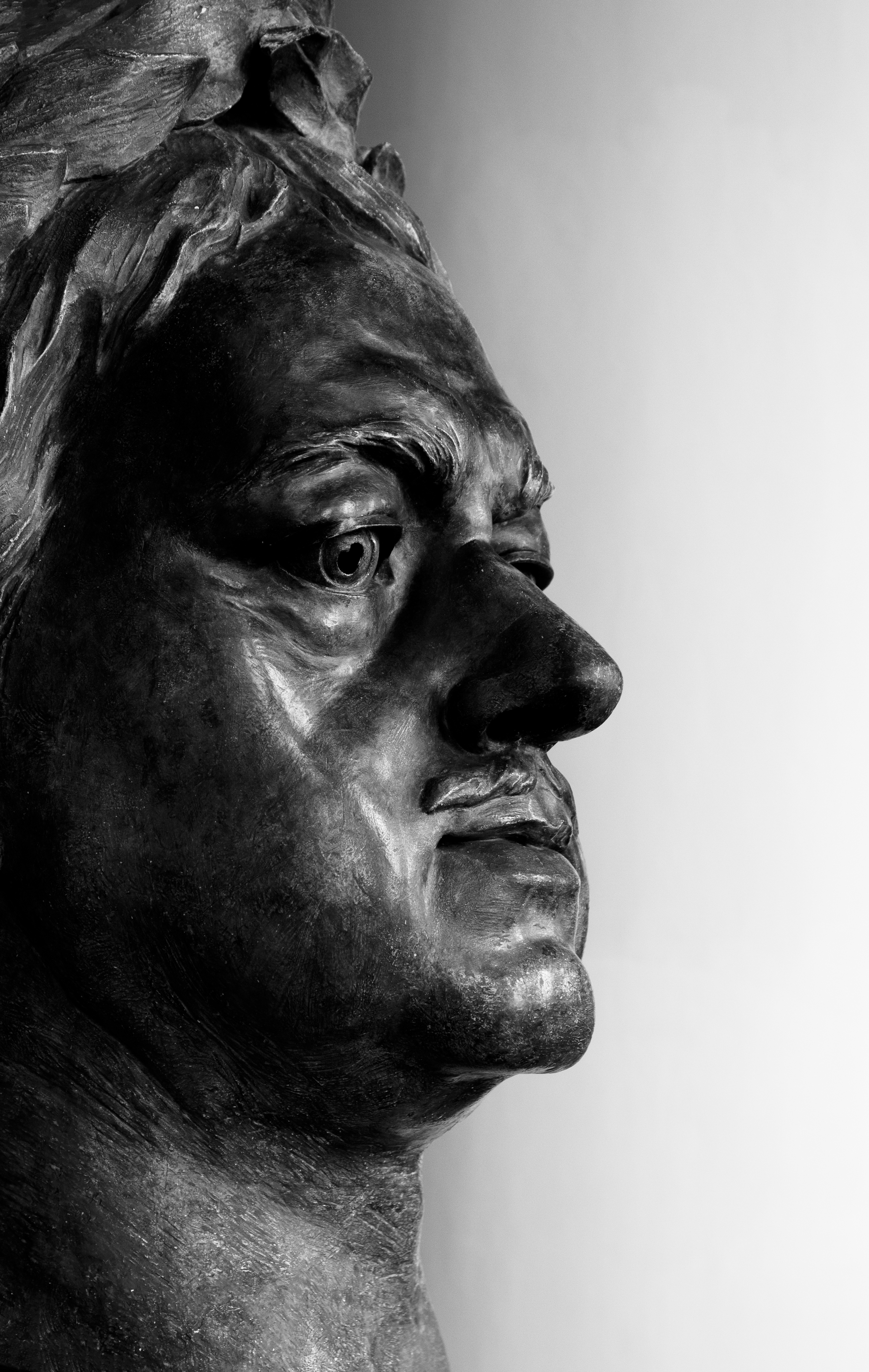
Модель головы для памятника, гипс, около 1773 года, скульптор Мари-Анна Колло. ГРМ. Санкт-Петербург

Законченная в июле 1769 года гипсовая модель памятника, показанная в следующем году в течение двух недель публике, ожидала отливки. Фальконе, которому никогда прежде не приходилось самому выполнять подобные работы, отказался делать отливку самостоятельно и ожидал приезда французского мастера Б. Эрсмана. Литейщик в сопровождении трёх подмастерьев прибыл 11 мая 1772 года, имея при себе для гарантии успеха всё необходимое: «землю, песок, глину…». Однако долгожданный мастер оказался не в состоянии выполнять требования скульптора и скоро, по настоянию Фельтена, был уволен. С этого момента все подготовительные работы к отливке осуществлял сам Фальконе. Чтобы оценить напряжённость обстановки и отношений действующих лиц, нужно привести письмо скульптора от 3 (14) ноября 1774 года Екатерине II, взывавшего к её покровительству:

«Всемилостивейшая государыня, в начале прошлого месяца г. Бецкой велел мне через Фельтена написать требования мои относительно отливки статуи, хотя формальность эта показалась мне излишнею, тем не менее я немедленно отправил письмо, с которого прилагаю при сём копию, с тех пор я не получал ответа. Без августейшего покровительства Вашего я нахожусь во власти человека, который с каждым днём более меня ненавидит, и если Вашему Величеству не угодно лицезреть меня более, то мне пришлось бы здесь жить хуже, чем всякому пришельцу, который под конец находит покровителя…»— РГИА, ф. 470, оп. 83/517, д. 110, 1755 г., л. 3

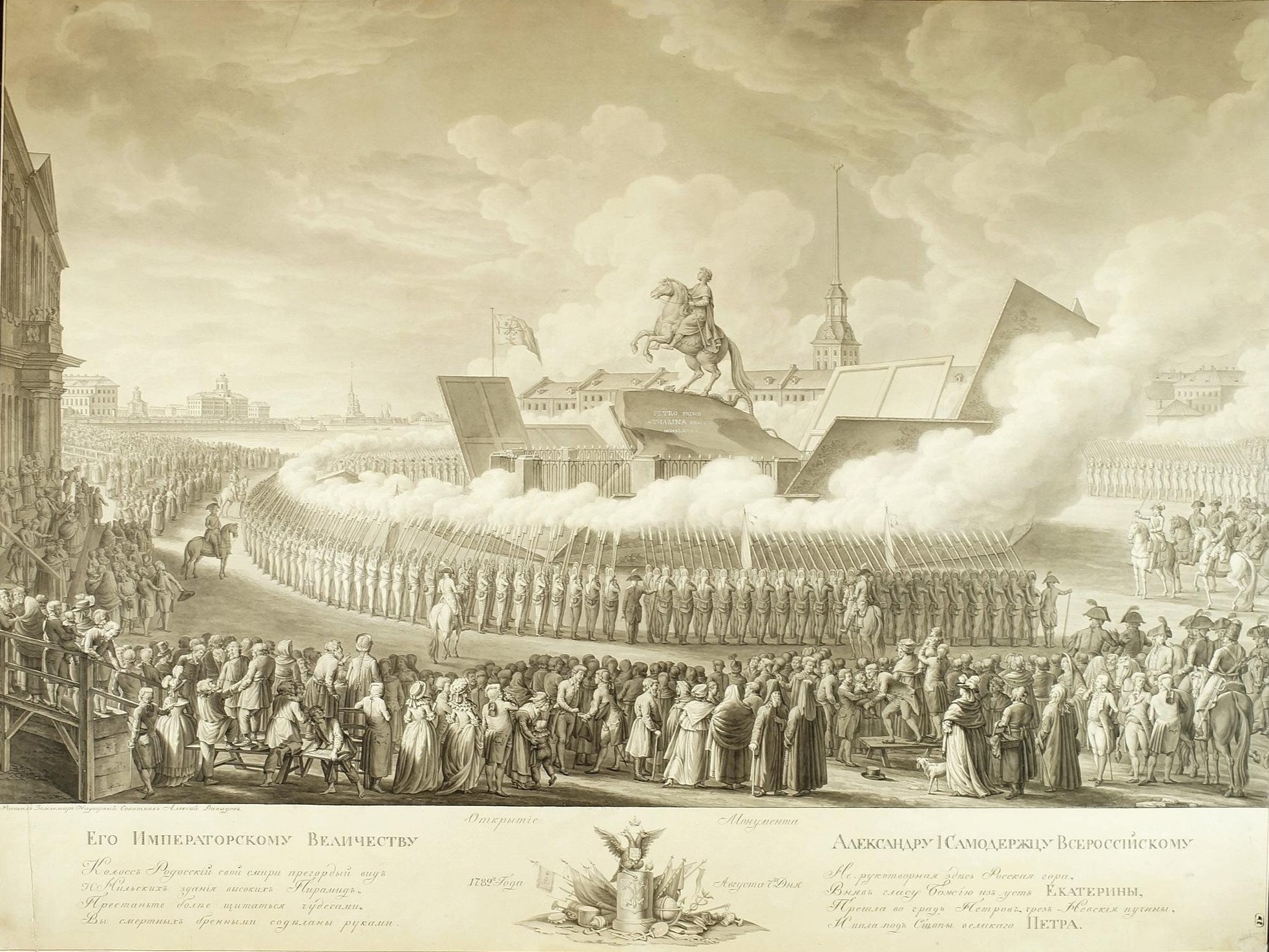
Открытие монумента Петру Великому. Гравюра начала XIX века с рисунка А. П. Давыдова 1782 года (с посвящением императору)

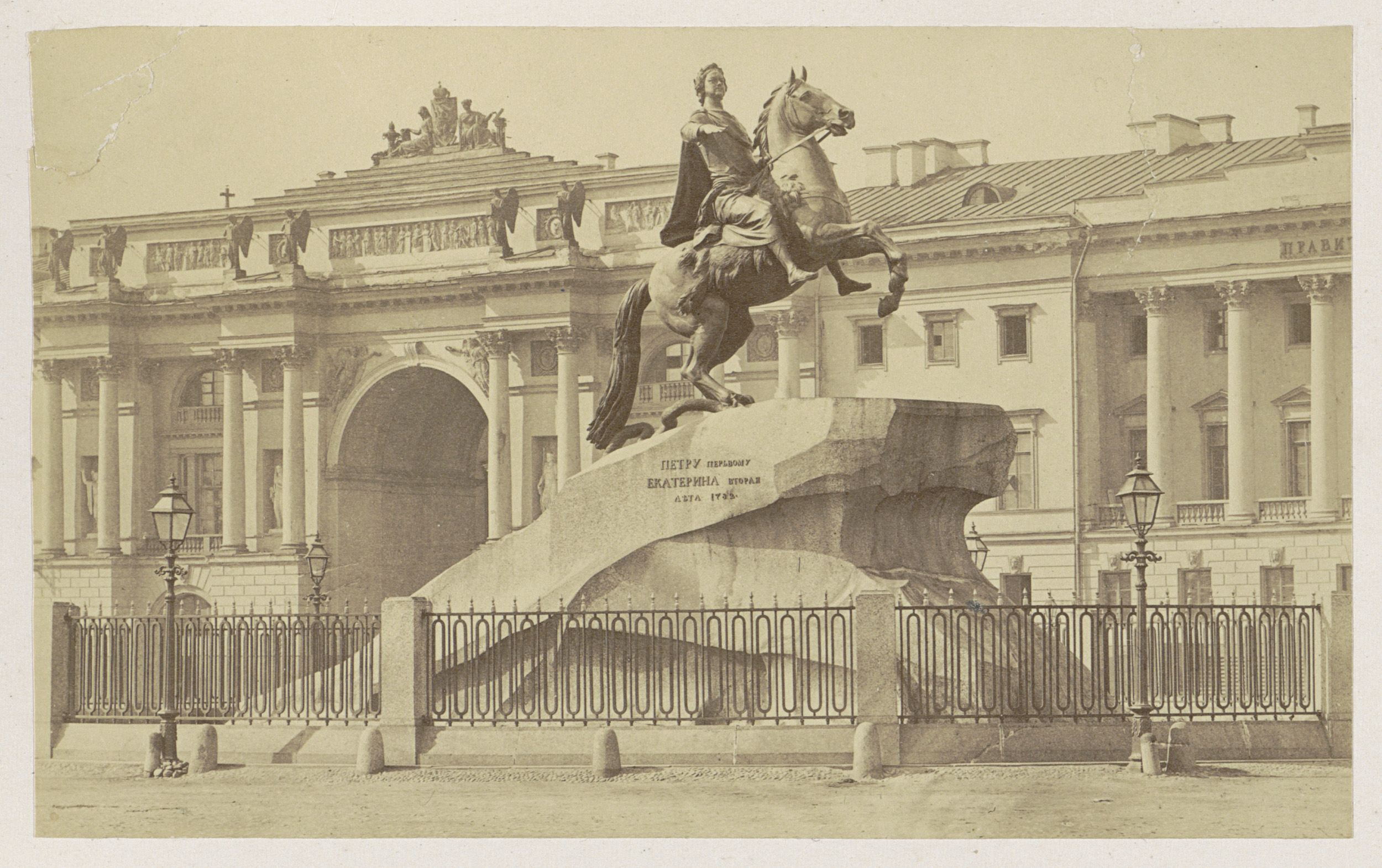
Памятник Петру I, фото 1870-х годов

Первая отливка скульптуры состоялась летом 1775 года. По легенде, во время работы лопнула труба, по которой заливалась бронза, и только благодаря стараниям мастера Емельяна Хайлова удалось спасти нижнюю часть памятника. В 1777 году были выполнены верхние части скульптуры, не получившиеся при первой отливке.
В 1778 году Фальконе был вынужден покинуть Россию. Уезжая, он увёз с собой все чертежи и технические расчёты. Работы по завершению памятника были поручены Ю. М. Фельтену. 
Памятник был торжественно открыт 7 августа (18 августа) 1782 года; на открытие монумента Фальконе не был приглашён.
Это был второй конный памятник русскому царю. В условном одеянии, на вздыбленной лошади, Пётр изображается Фальконе как законодатель и цивилизатор. Вот что писал по этому поводу сам Фальконе:

 «Монумент мой будет прост… Я ограничусь только статуей этого героя, которого я не трактую ни как великого полководца, ни как победителя, хотя он, конечно, был и тем и другим. Гораздо выше личность созидателя-законодателя…»

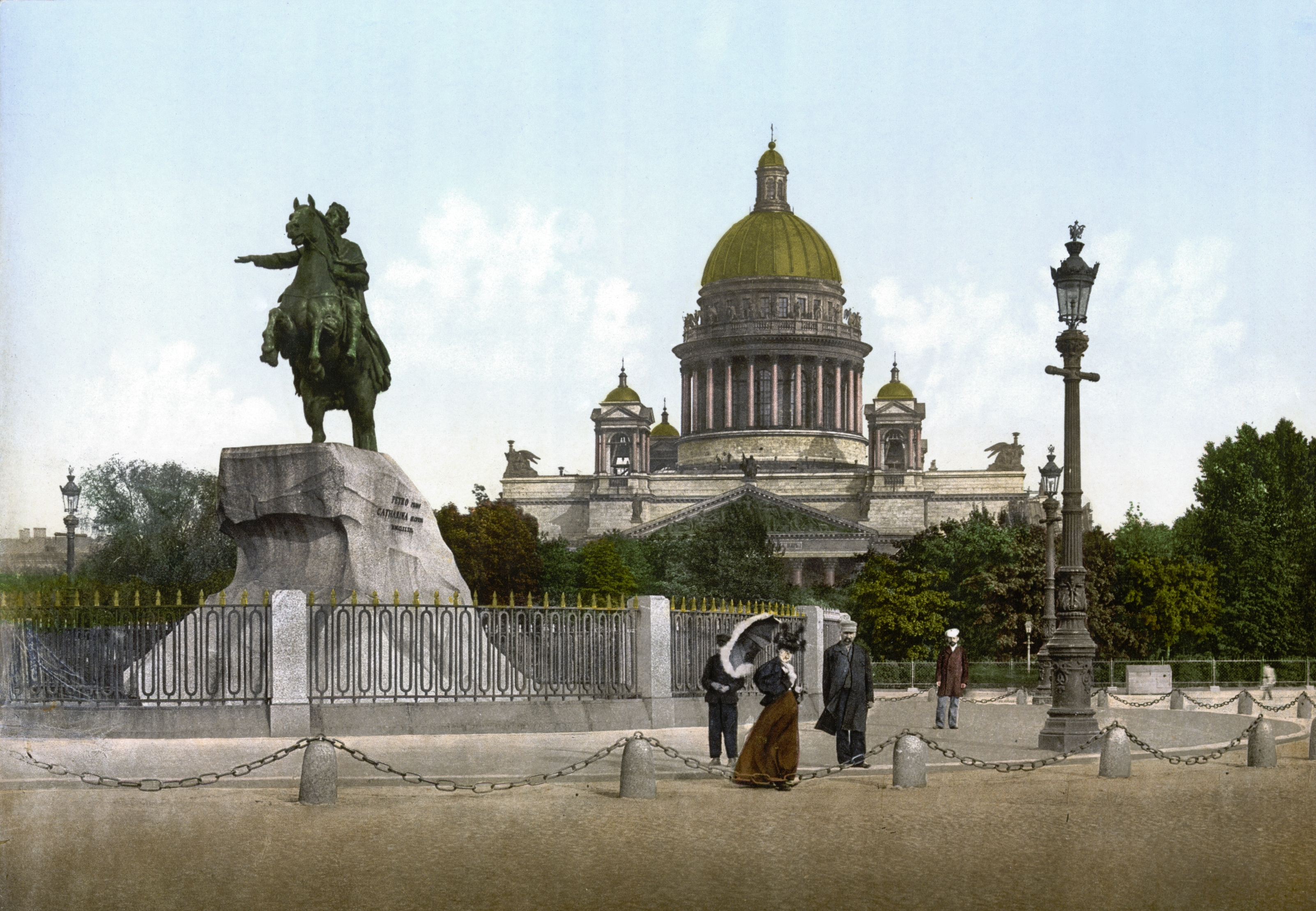
Медный всадник в 1896 году. Фотохром Петра Павлова

Скульптор изобразил Петра в подчёркнуто динамическом состоянии, одел его в простую и лёгкую одежду, которая, по словам скульптора, принадлежит «всем нациям, всем мужам и всем векам; одним словом, это героическое одеяние». Богатое седло он заменил медвежьей шкурой, которая символизирует нацию, цивилизованную государем. Постамент в виде громадной скалы — символ преодолённых Петром I трудностей, а введённая в композицию змея представляет собой остроумную находку в решении задачи по обеспечению статической устойчивости монумента. Её появление под ногами вздыбленного коня достаточно убедительно объясняется тем, что она изображает «враждебные силы». И только венок из лавра, венчающий голову, да меч, висящий у пояса, указывают на роль Петра как полководца-победителя.
В обсуждении концепции памятника принимали участие Екатерина II, Дидро и Вольтер. Памятник должен был изображать победу цивилизации, разума, человеческой воли над дикой природой. Постамент памятника призван был символизировать природу, варварство, и тот факт, что Фальконе обтесал грандиозный «Гром-камень», отполировал его, вызвал возмущение и критику современников.
На одной из складок плаща Петра I скульптор оставил надпись «Лепил и отливал Этьен Фальконе парижанин 1778 года».
Надпись на постаменте гласит: «ПЕТРУ перьвому ЕКАТЕРИНА вторая лѣта 1782.» с одной стороны и «PETRO primo CATHARINA secunda MDCCLXXXII.» — с другой, подчёркивая тем самым замысел императрицы: установить линию преемственности, наследия между деяниями Петра и собственной деятельностью.
Монумент произвёл огромное впечатление на современников, которые практически сразу распознали в нём символический смысл: «Он скачет как Россия!».

Какая дума на челе, 
Какая сила в нём сокрыта! 
А в сём коне какой огонь! 
Куда ты скачешь, гордый конь, 
И где опустишь ты копыта? 

                  («Медный всадник». А. С. Пушкин)
В 1976 году в памятнике были обнаружены трещины и была проведена его реставрация. Также было проведено рентгенологическое исследование, которое выявило, что хвост служит лишь балансиром, а сам каркас проходит только через задние ноги коня. Причиной трещин стал «пережог» металла, вероятно произошедший при повторной отливке верха скульптуры. 

В октябре 2021 года началась вторая реставрация памятника. Специалисты обнаружили очаги коррозии, мелкие трещины и другие дефекты. Закончить реставрацию, которая стоила 40 млн руб, планировалось к 350-летию Петра I в 2022 году.

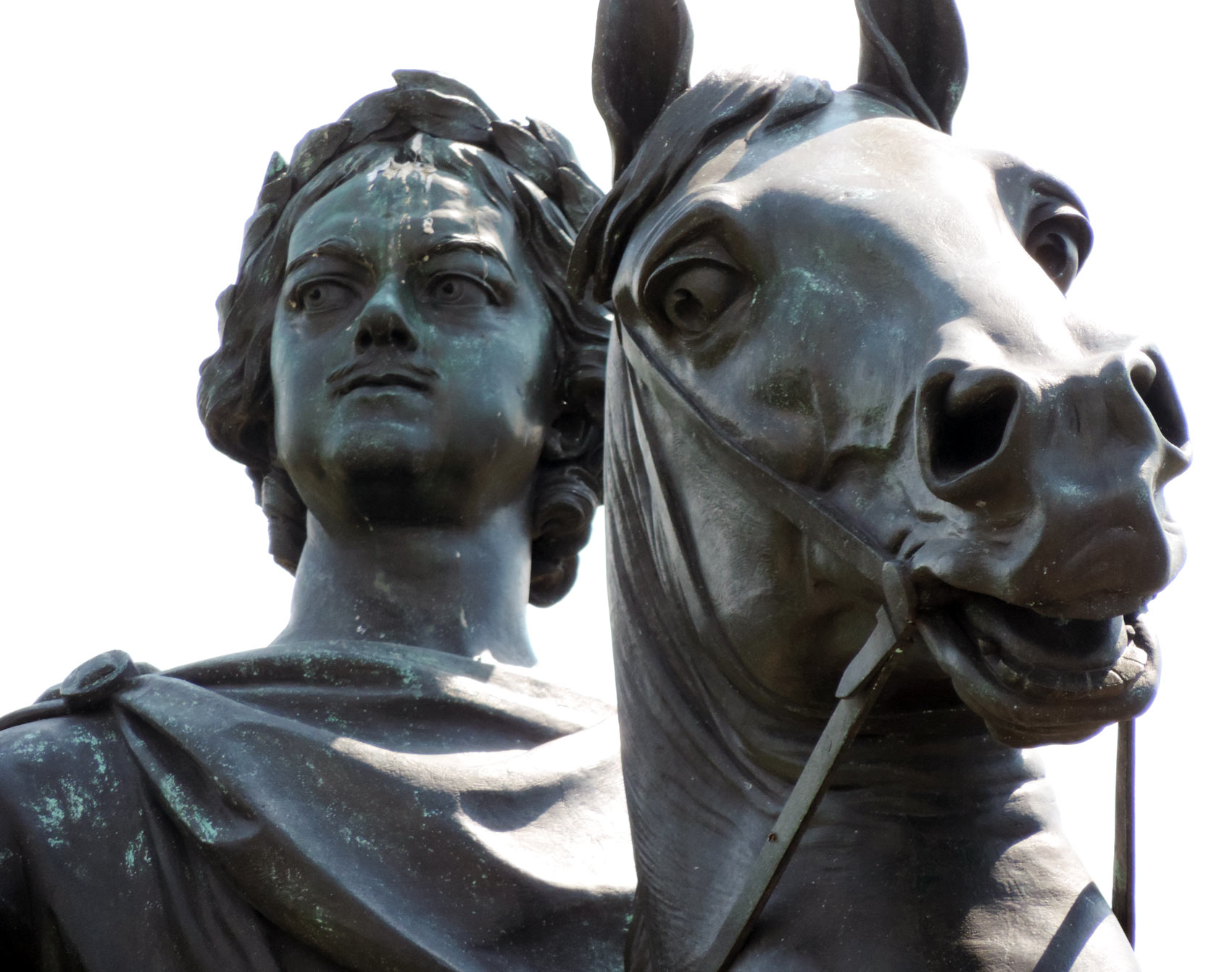
На 2017 год
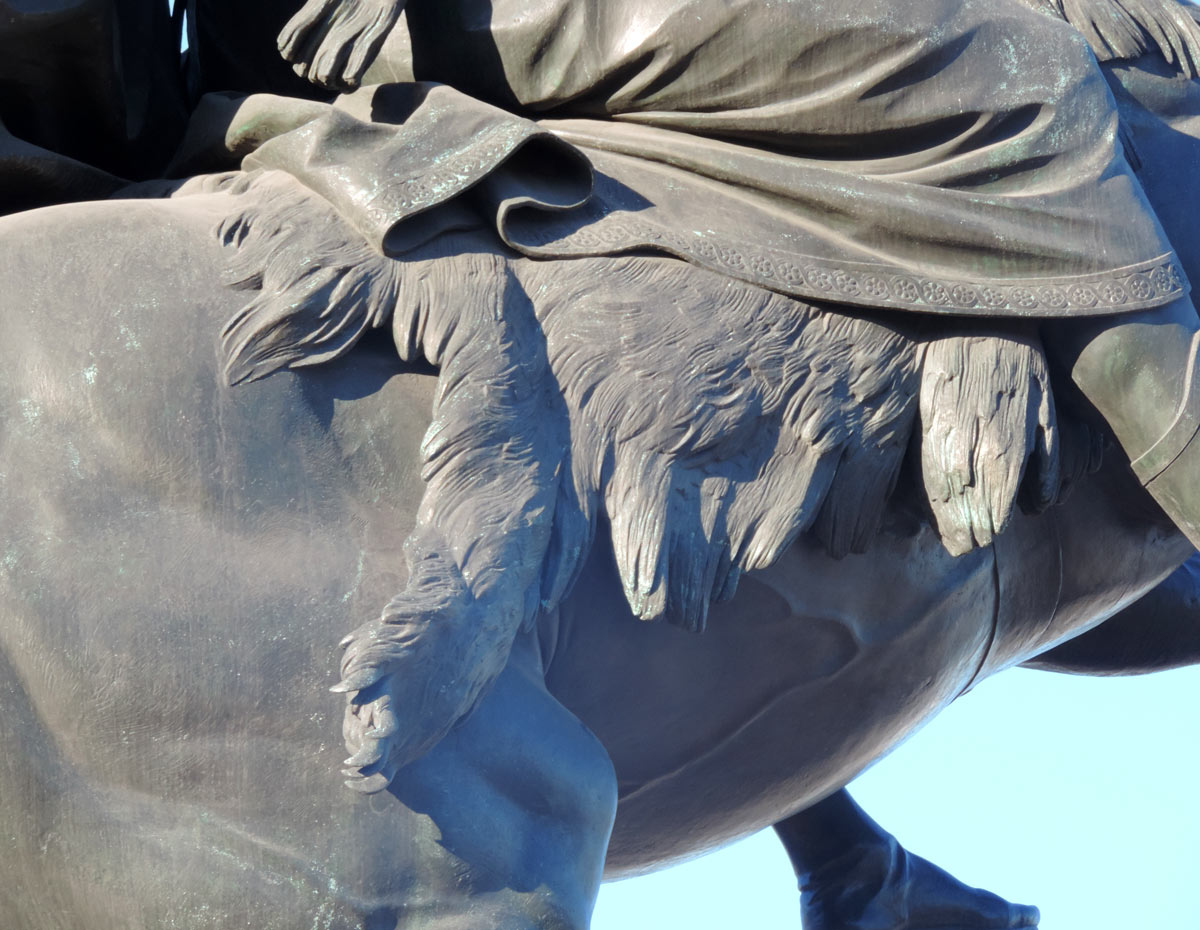
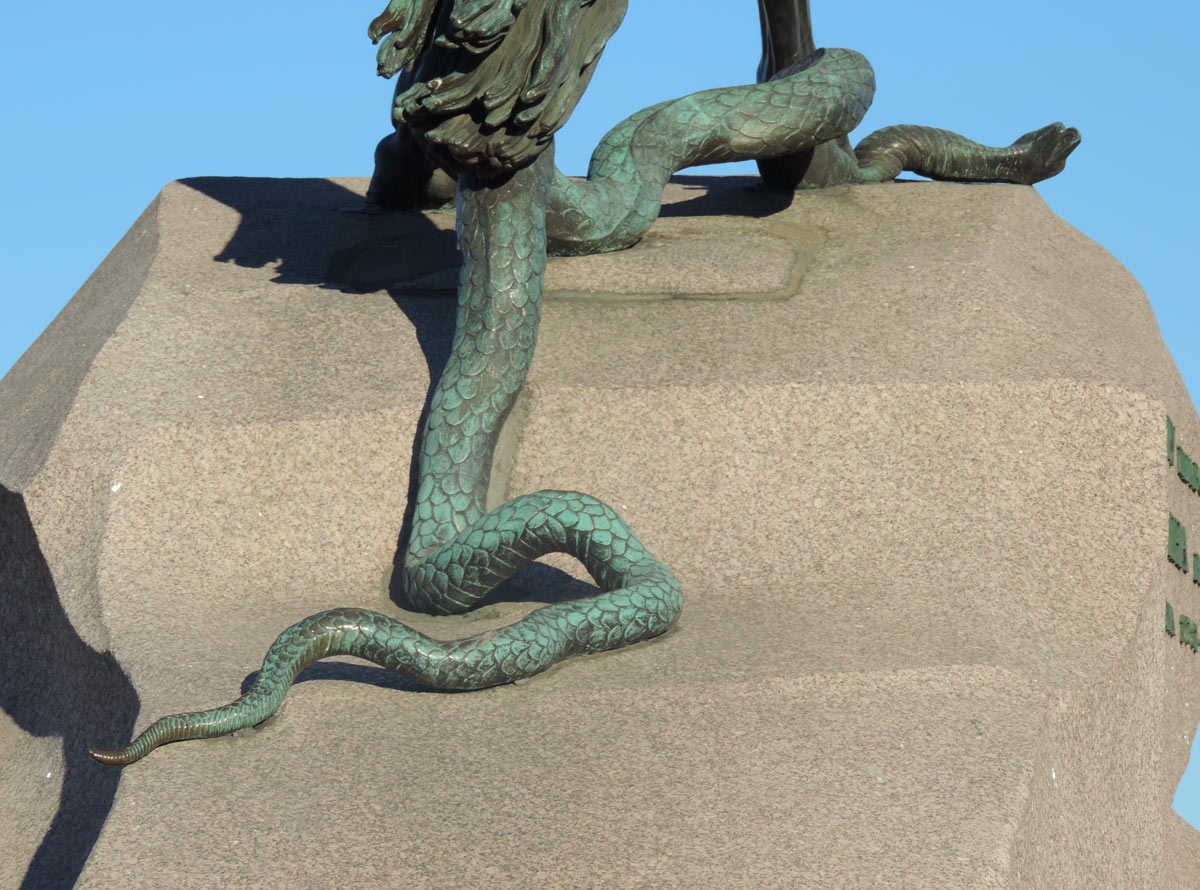
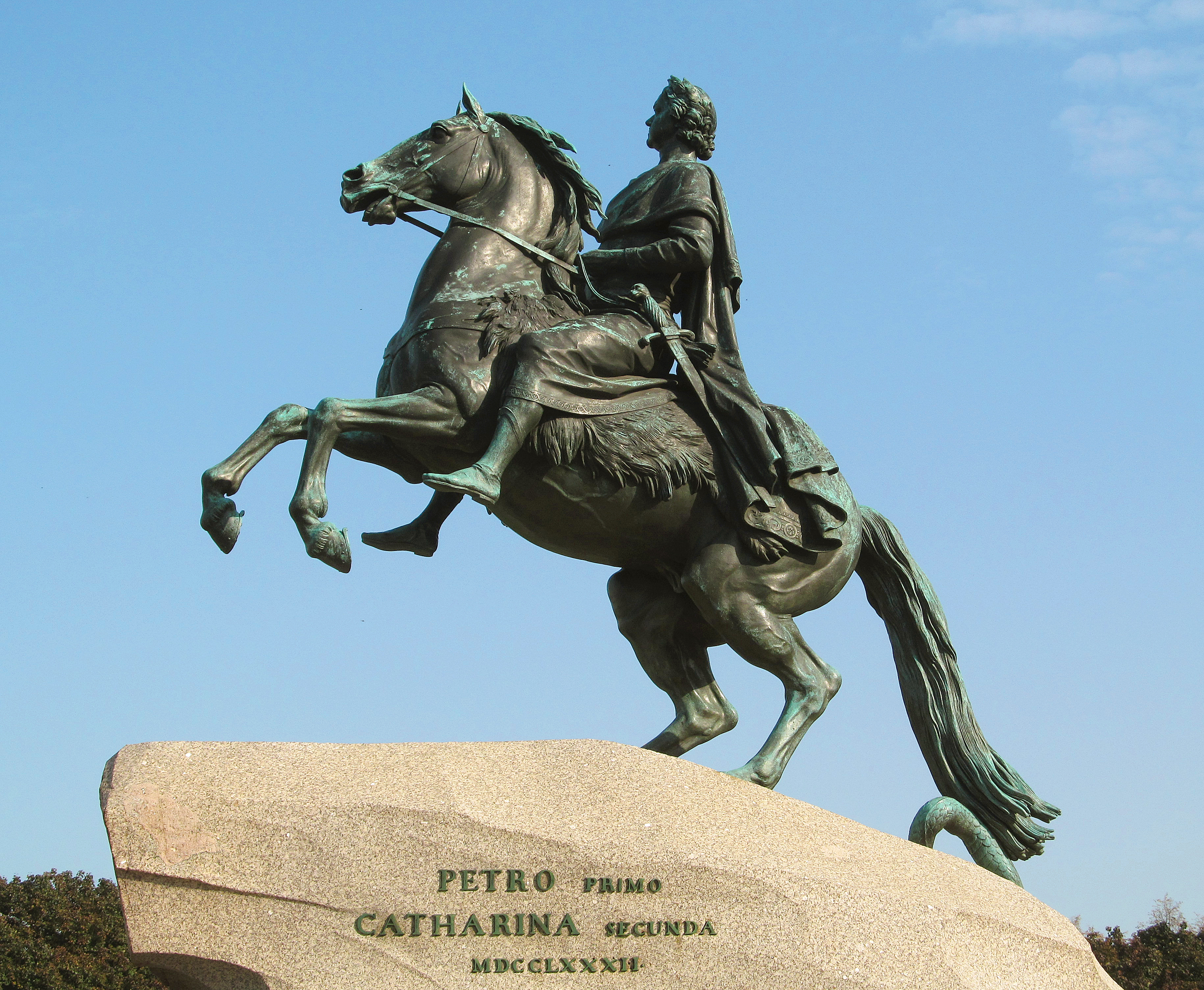
На 2020 год

## Легенды, связанные с памятником

### Легенда о майоре Батурине

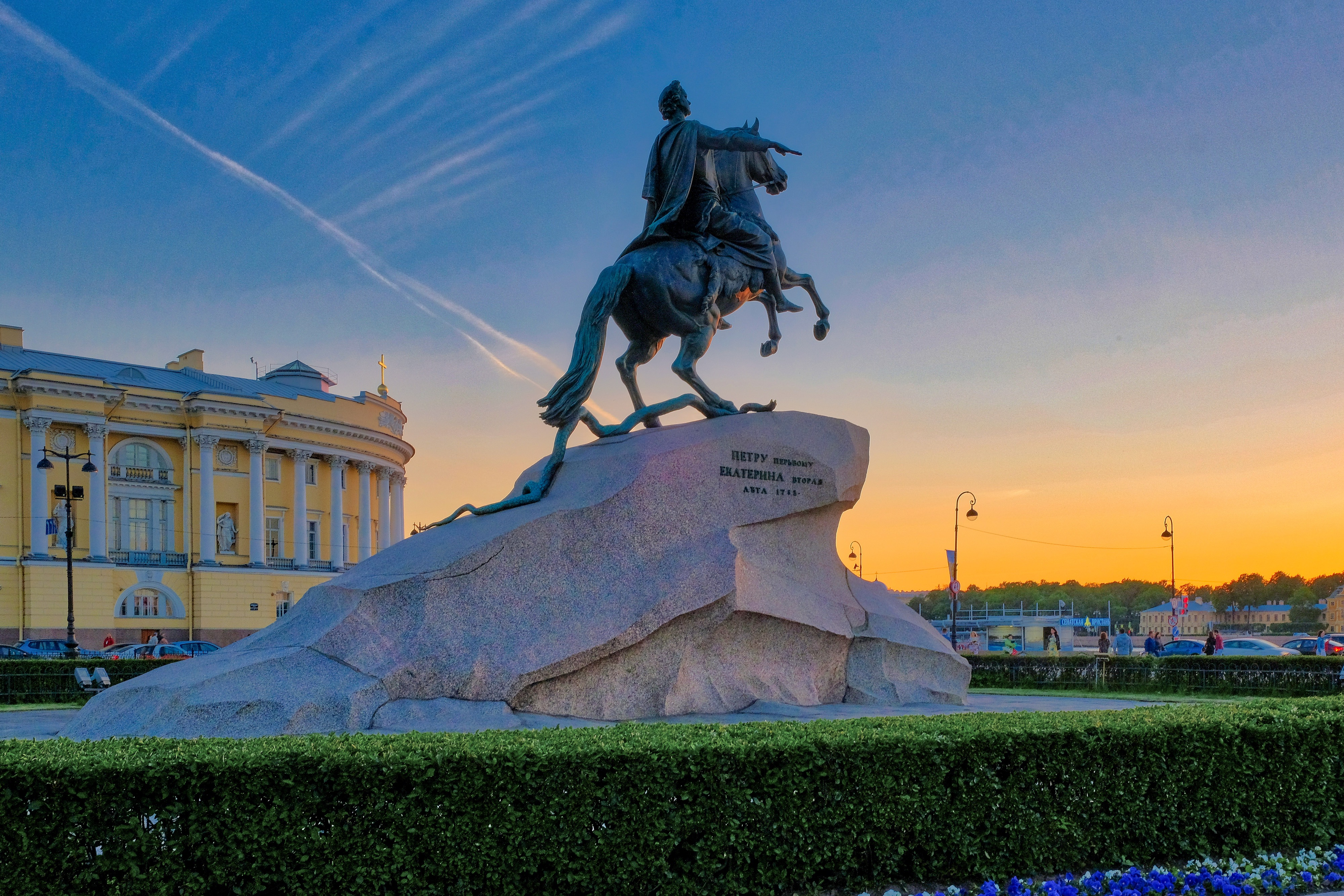
Памятник на закате, 2018

Во время Отечественной войны 1812 года в результате отступления русских войск возникла угроза захвата Санкт-Петербурга французскими войсками. Обеспокоенный такой перспективой, Александр I приказал вывезти из города особо ценные произведения искусства. В частности, статс-секретарю Молчанову было поручено вывезти в Вологодскую губернию памятник Петру I, и на это было отпущено несколько тысяч рублей. В это время майор Батурин добился свидания с личным другом царя князем Голицыным и передал ему, что его, Батурина, преследует один и тот же сон. Он видит себя на Сенатской площади. Лик Петра поворачивается. Всадник съезжает со скалы своей и направляется по петербургским улицам к Каменному острову, где жил тогда Александр I. Всадник въезжает во двор Каменноостровского дворца, из которого выходит к нему навстречу государь. «Молодой человек, до чего ты довёл мою Россию, — говорит ему Пётр Великий, — но покуда я на месте, моему городу нечего опасаться!» Затем всадник поворачивает назад. Поражённый рассказом Батурина, князь Голицын передал сновидение государю. В результате Александр I отменил своё решение об эвакуации памятника. Памятник остался на месте.
Есть предположение, что легенда о майоре Батурине легла в основу сюжета поэмы А. С. Пушкина «Медный всадник».

### «Бедный Павел!»

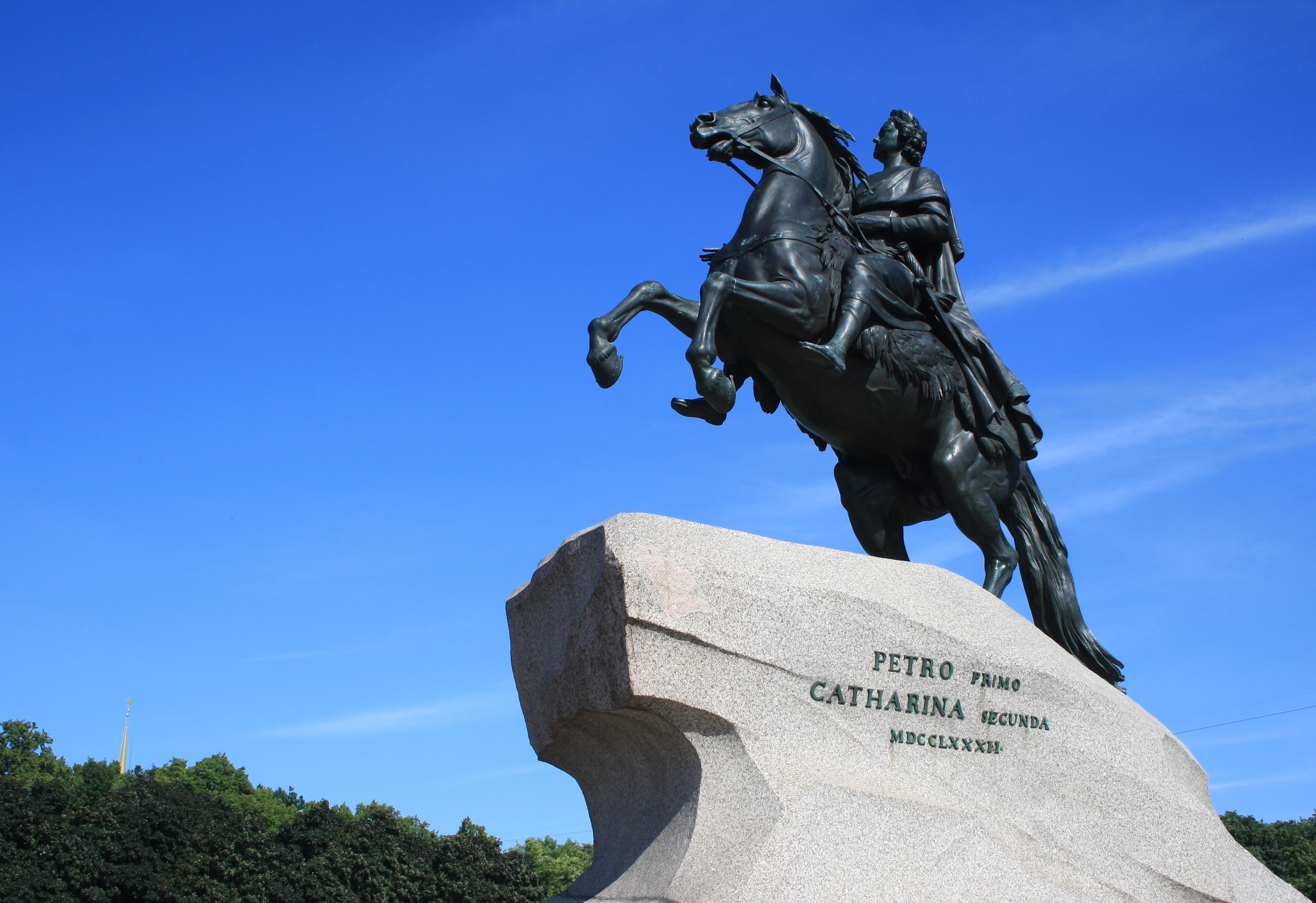
Медный всадник, 2012

По легенде, однажды вечером Павел в сопровождении своего друга князя Куракина шёл по улицам Петербурга. Они встретили незнакомца. Павел обратился к Куракину: «С нами кто-то идёт рядом». Однако тот никого не видел и пытался убедить в этом великого князя. Вдруг призрак заговорил: «Павел! Бедный Павел! Я тот, кто принимает в тебе участие». Затем призрак пошёл впереди путников, как бы ведя их за собой. Подойдя к середине площади, он указал место будущему памятнику. «Прощай, Павел, — проговорил призрак, — ты снова увидишь меня здесь». И когда, уходя, он приподнял шляпу, Павел якобы разглядел лицо Петра I.
Текстологический анализ легенды установил, она восходит к мемуарам баронессы фон Оберкирх. Баронесса подробно описывала обстоятельства, при которых сам Павел публично, хотя и против своей воли, рассказал эту историю. Фон Оберкирх сообщала, что через полтора месяца после памятного ужина Павел получил письмо из Петербурга. В письме сообщалось о торжественном открытии памятника Петру Великому. По словам баронессы, хотя при чтении письма государь пытался улыбаться, мертвенная бледность покрыла его лицо.

## В культуре

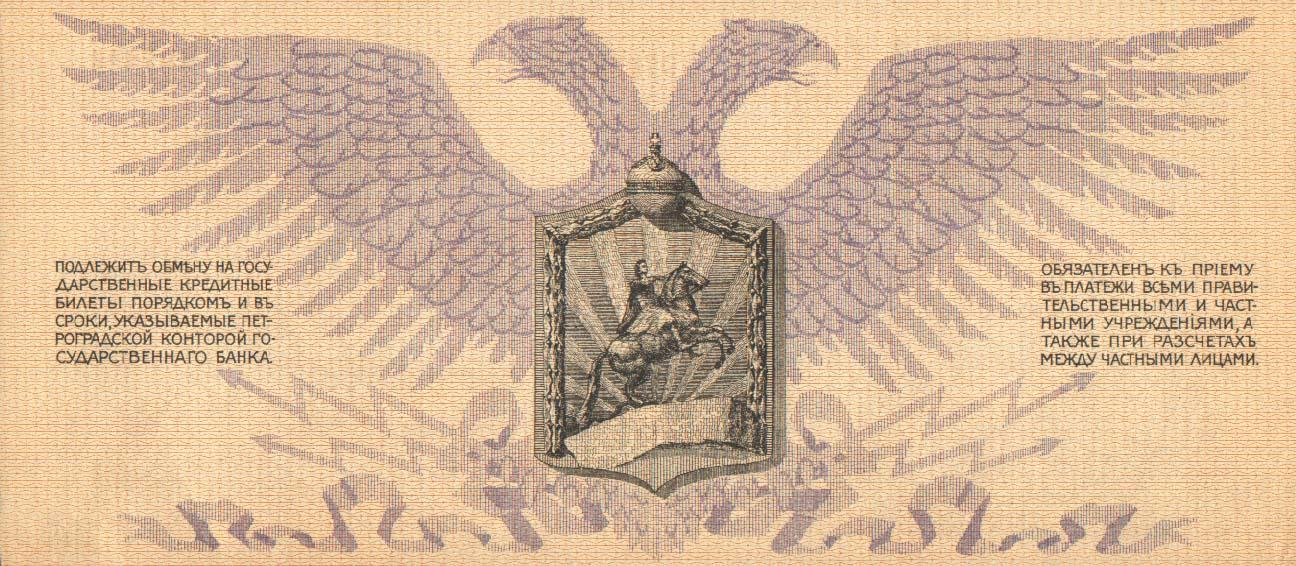
На купюре 1000 рублей Юденича, 1919

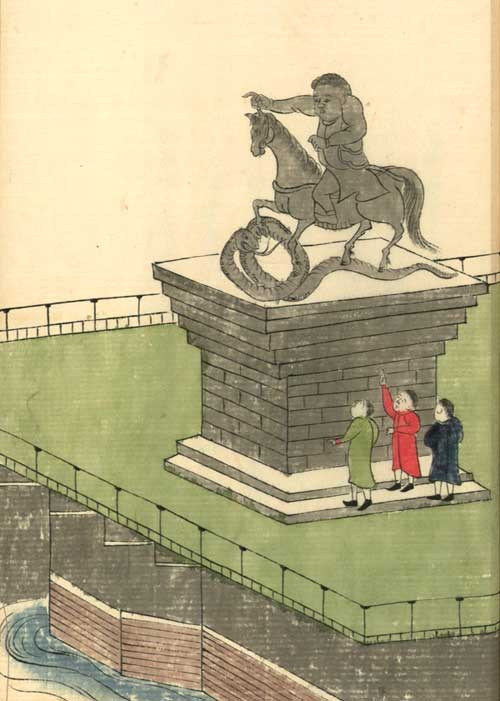
Иллюстрация из 11-го свитка «Канкай ибун». Памятник нарисован японским художником со слов допрошенных моряков, прибитых кораблекрушением к берегам России и через много лет возвращённых в Японию российским посольством во главе с Н. П. Резановым

### Медный всадник и «мистический петербургский текст»
Мотив Медного всадника помещён русской литературой в самый центр «мистического петербургского текста»[неизвестный термин], проникнутого двойственностью и сюрреализмом.
Своим названием «Медный всадник» обязан одноимённому произведению А. С. Пушкина. Потерявший в наводнении 1824 года свою возлюбленную Парашу чиновник Евгений в беспамятстве бродит по Петербургу. Наткнувшись на памятник Петру Великому, герой понимает, что именно государь виноват в его бедствиях — он основал город на месте, подверженном наводнениям и чуждом для человека. Евгений грозит памятнику, и Медный всадник соскакивает со своего постамента и мчится за безумцем.
В романе Ф. М. Достоевского «Подросток»: «А что, как разлетится этот туман и уйдёт кверху, не уйдёт ли с ним вместе и весь этот гнилой, склизкий город, подымется с туманом и исчезнет как дым, и останется прежнее финское болото, а посреди его, пожалуй для красы, бронзовый всадник на жарко дышащем, загнанном коне?»
В романе «Петербург» Андрея Белого один из персонажей, Александр Иванович Дудкин, после сильнейшего морального кризиса испытывает галлюцинации, в которых Медный всадник направляет его убить руководителя террористической организации и провокатора Липпанченко. Дудкин закалывает Липпанченко маникюрными ножницами и сам преображается в подобие Медного всадника, восседая верхом на теле убитого.
Даниил Андреев, описывая один из миров в «Розе Мира», сообщал о том, что в инфернальном Петербурге факел в руке Медного всадника является единственным источником света, при этом Пётр сидит не на коне, а на жутком драконе.

### Памятные монеты
В 1988 году Госбанк СССР выпустил в обращение памятную монету номиналом 5 рублей с изображением памятника Медный всадник в Санкт-Петербурге. Монета изготовлена из медно-никелевого сплава тиражом 2 млн экземпляров и весом 19,8 грамма. 

В 1990 году Госбанком была выпущена памятная монета из серии «500-летие единого русского государства» из золота 900 пробы номиналом 100 рублей с изображением памятника Петру I.

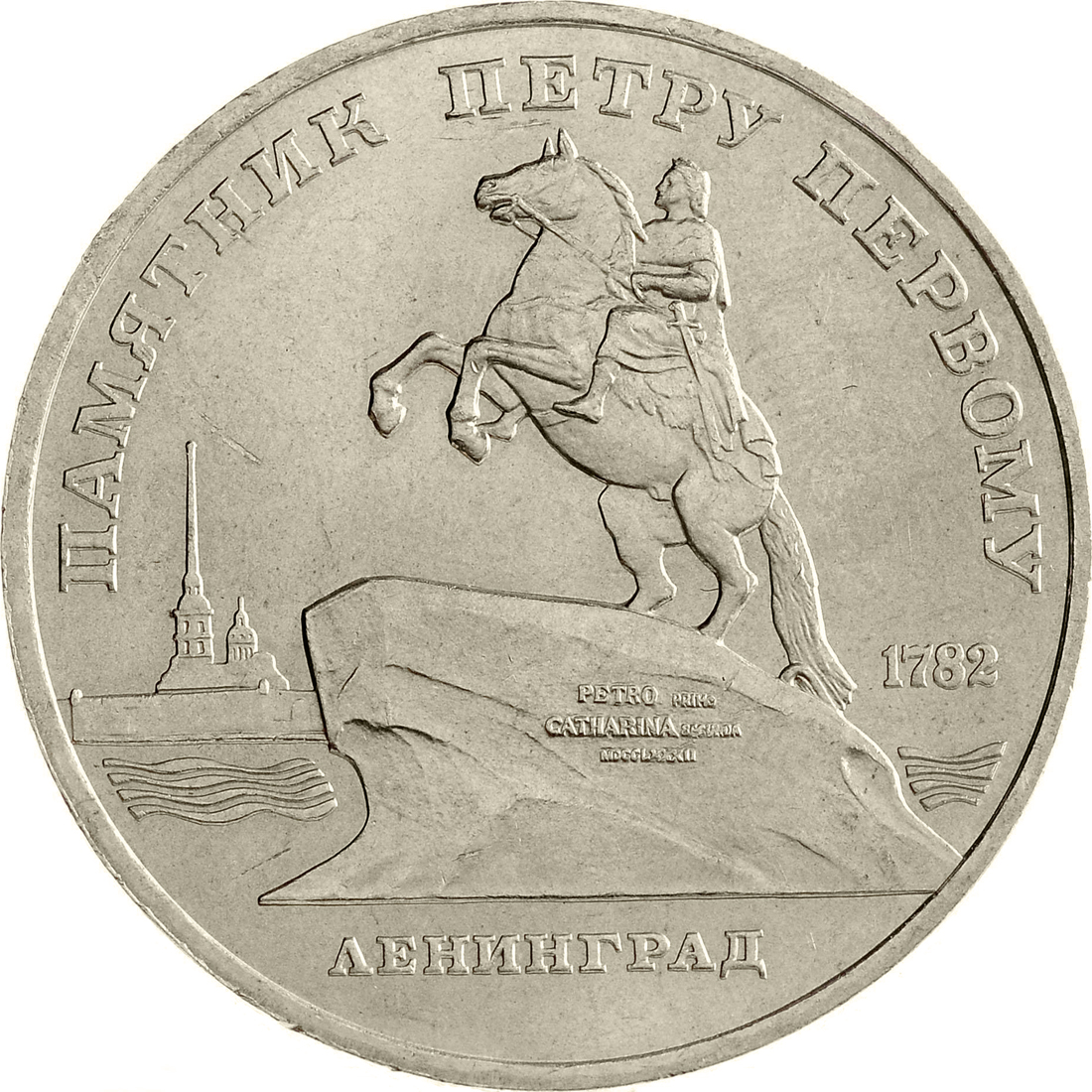
Монета СССР, 1988 г.
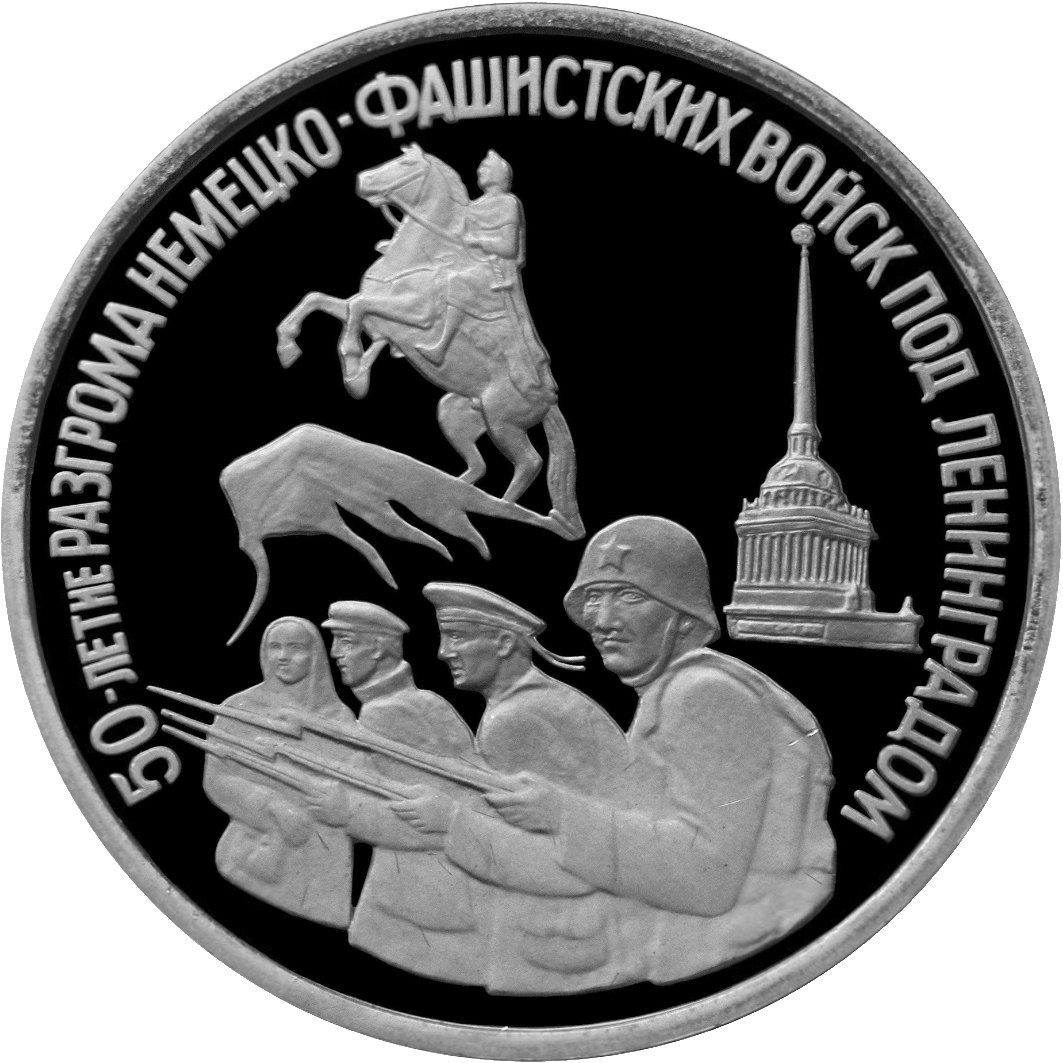
Монета Банка России, 1994 г.
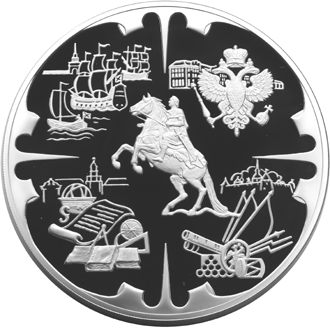
Монета Банка России, 2003 г.

### Фильм
Об истории создания памятника в 2019 году был снят художественный фильм Василия Ливанова «Медный всадник России».

## Вандализм
В начале XXI века были зафиксированы акты вандализма по отношению к скульптуре. По мнению директора Эрмитажа Михаила Пиотровского, это связано с отношением к памятникам как к объектам бытового развлечения. Курсанты военных училищ создали традицию начищать коню мошонку.

## В филателии
- Памятник изображён на марке России 1904 г. № 58 (благотворительный выпуск).

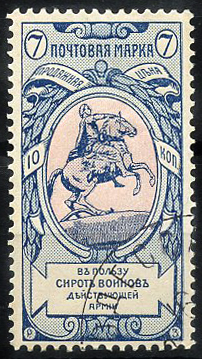
Марка Российской Империи, 1904 г.
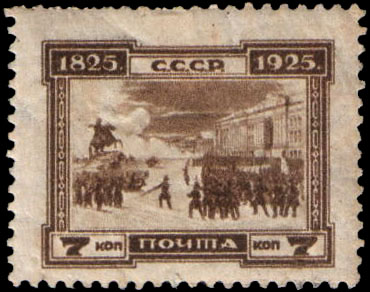
Марка СССР, 1925 г.
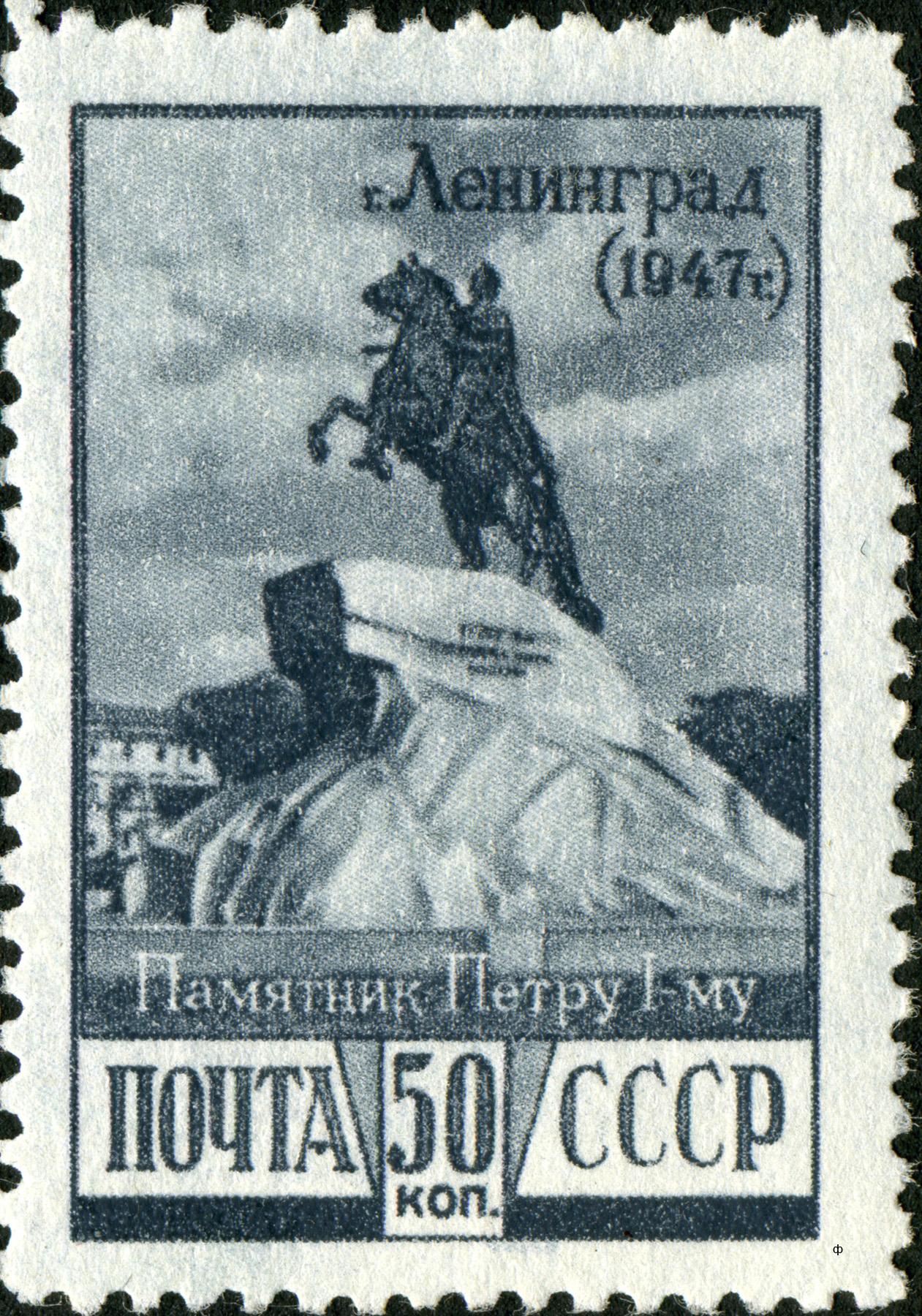
Марка СССР, 1947 г.
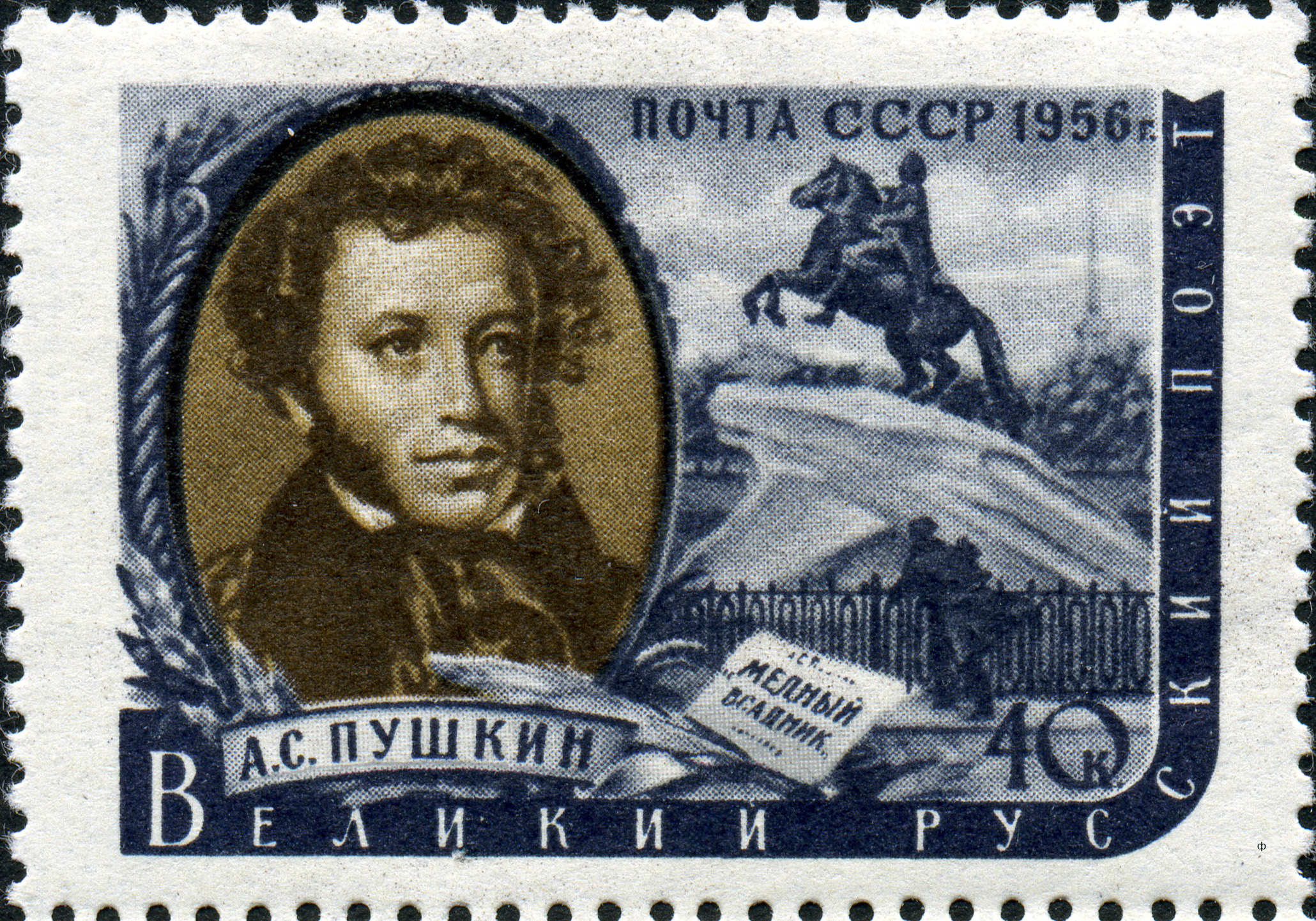
Марка СССР, 1956 г.
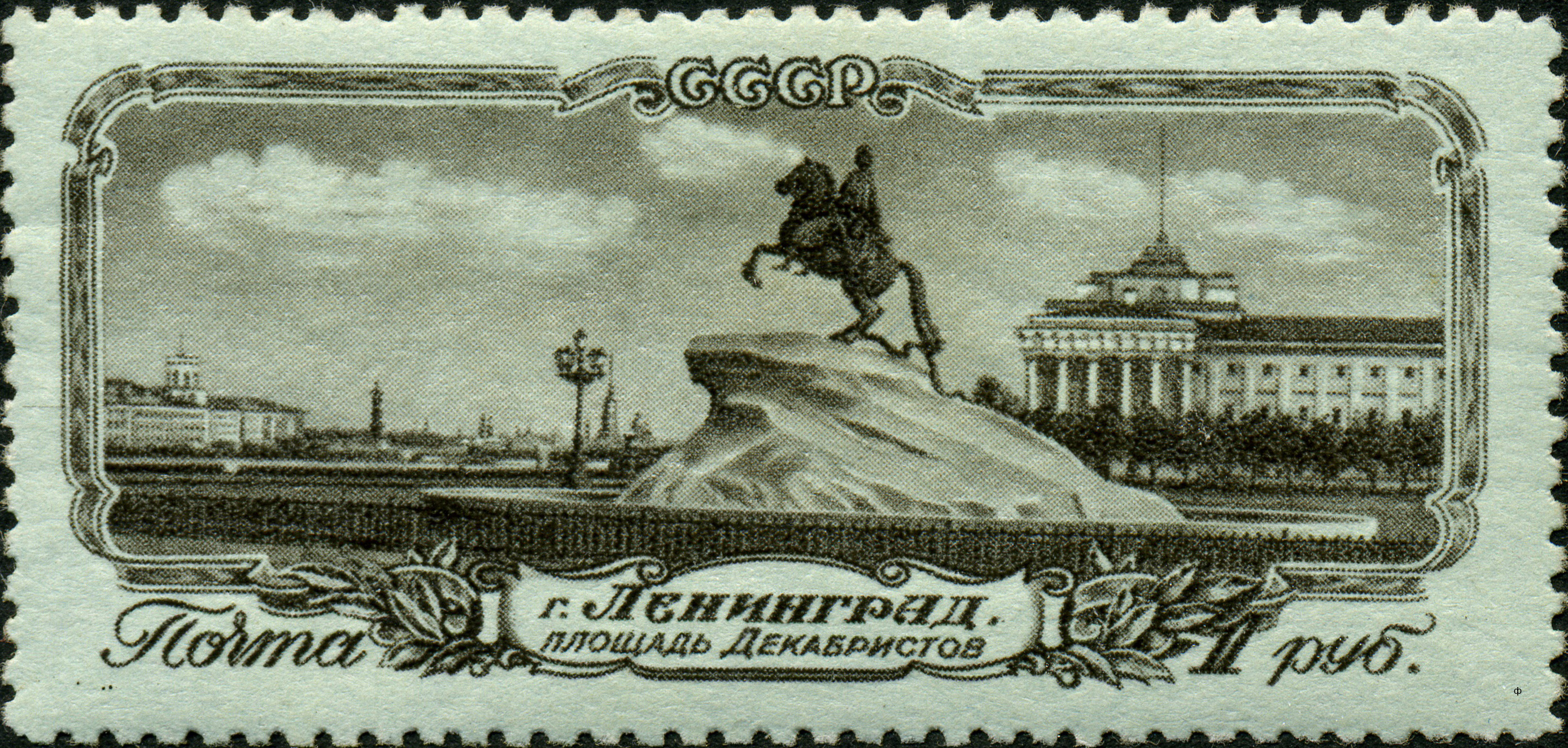
Марка СССР, 1957 г.
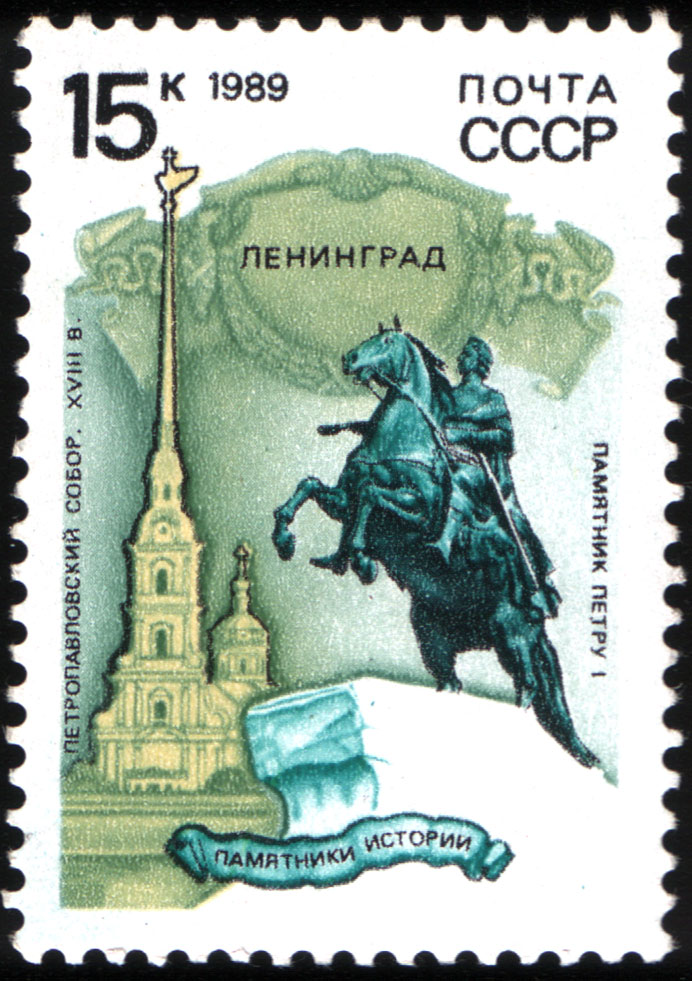
Марка СССР, 1989 г.
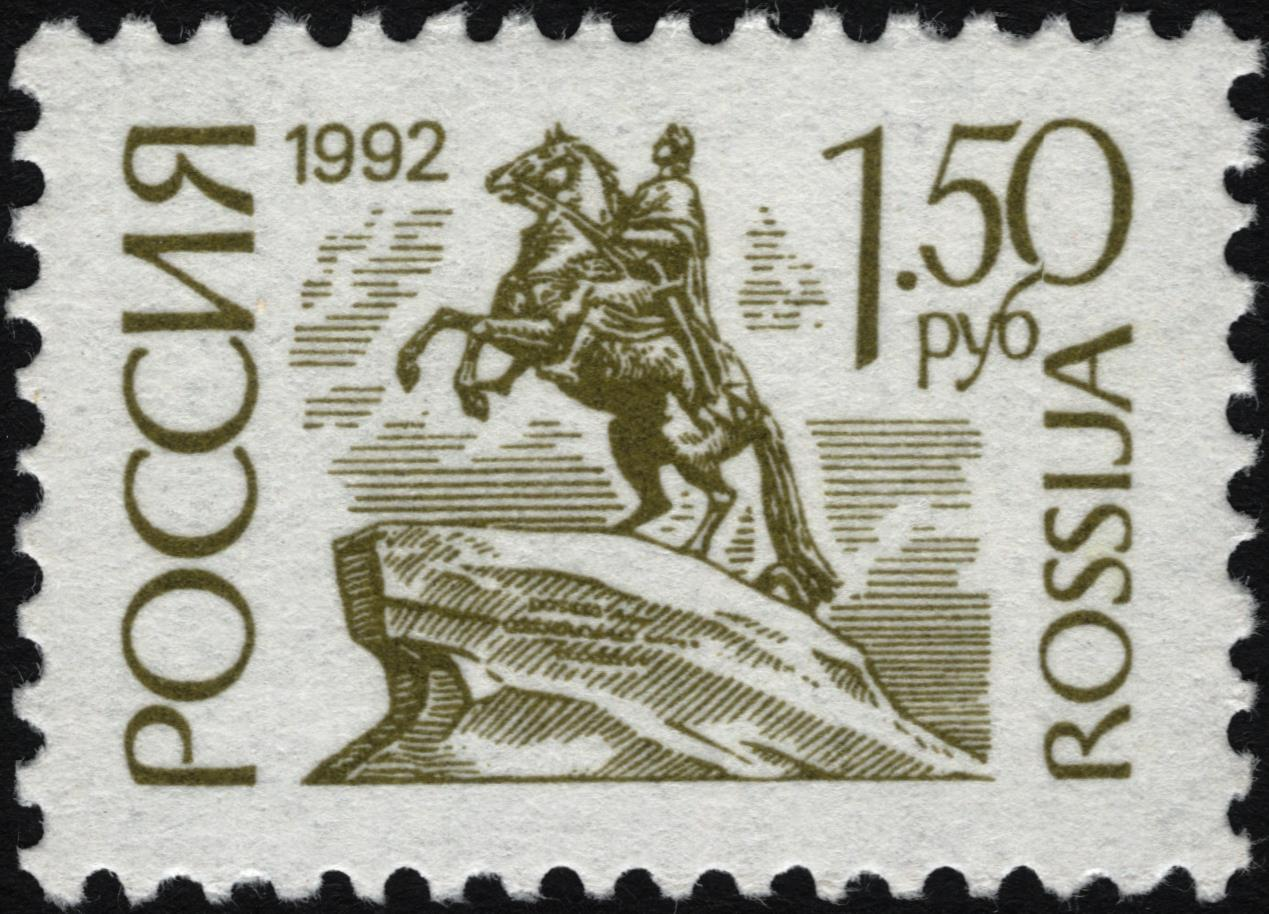
Почта России, 1992 г.
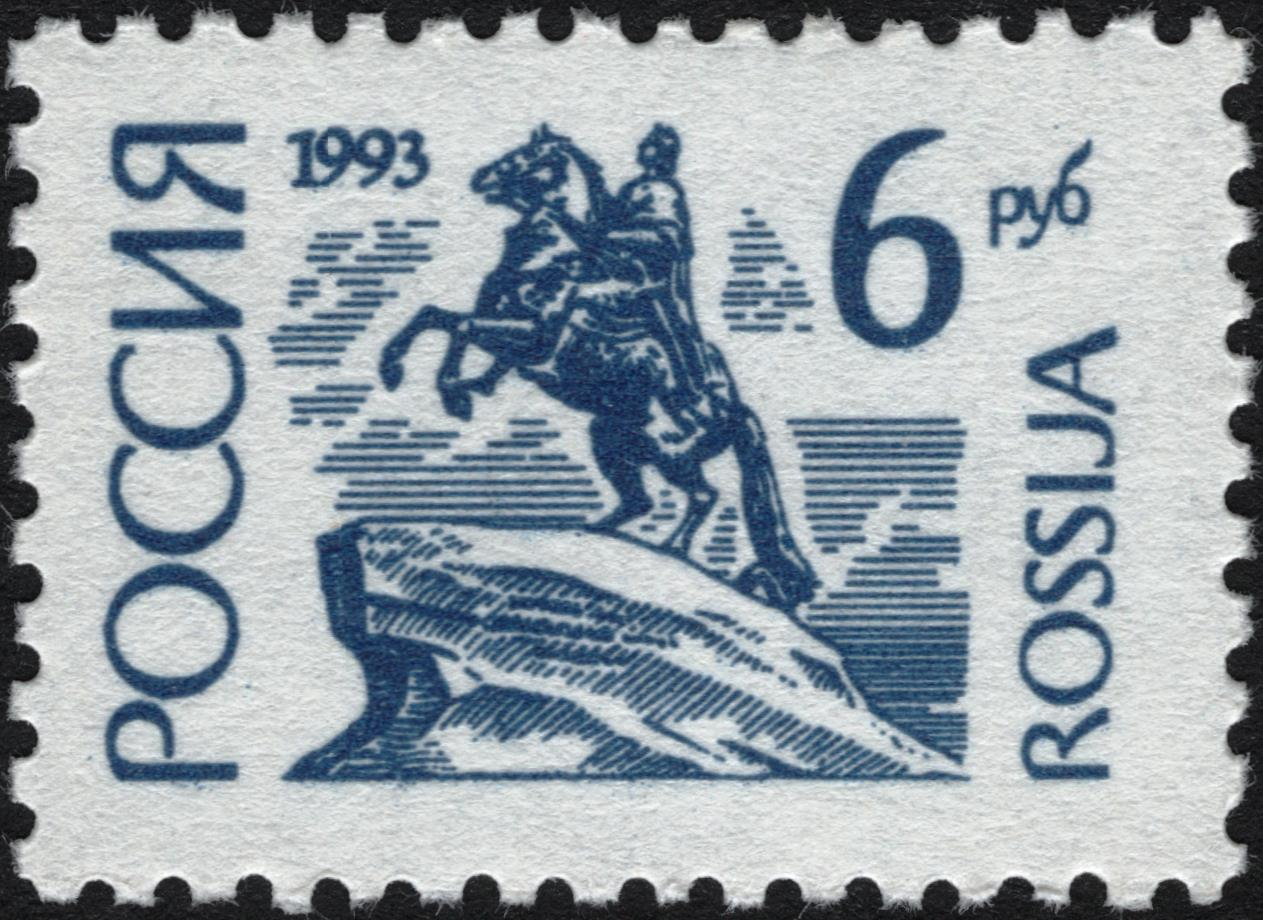
Почта России, 1993 г.